# Barrage de la Sassière
Pour les articles homonymes, voir Sassière.
Le barrage de la Sassière est situé en Tarentaise (Savoie), dans la réserve naturelle nationale de la Grande Sassière près de la station de sports d'hiver de Tignes, à 2 460 m d'altitude.
Il compose, avec le barrage du Chevril et celui du Saut, l'un des plus importants ensembles hydroélectriques français.

## Histoire
Les travaux de construction du barrage ont démarré en 1955, et se sont achevés en 1959.

## Caractéristiques
Le barrage de la Sassière est un barrage-poids en enrochement haut de 22,4 m et long de 315 m. Il a permis la surélévation d'un lac naturel, donnant naissance à l'actuel lac de la Sassière, occupant 44 hectares pour un volume de 10,5 millions de m3[réf. nécessaire]. Ce réservoir constitue une prise d'eau pour la centrale du Chevril et à celle, souterraine, du Saut (2 300 m).